# Train de lutte contre l'incendie

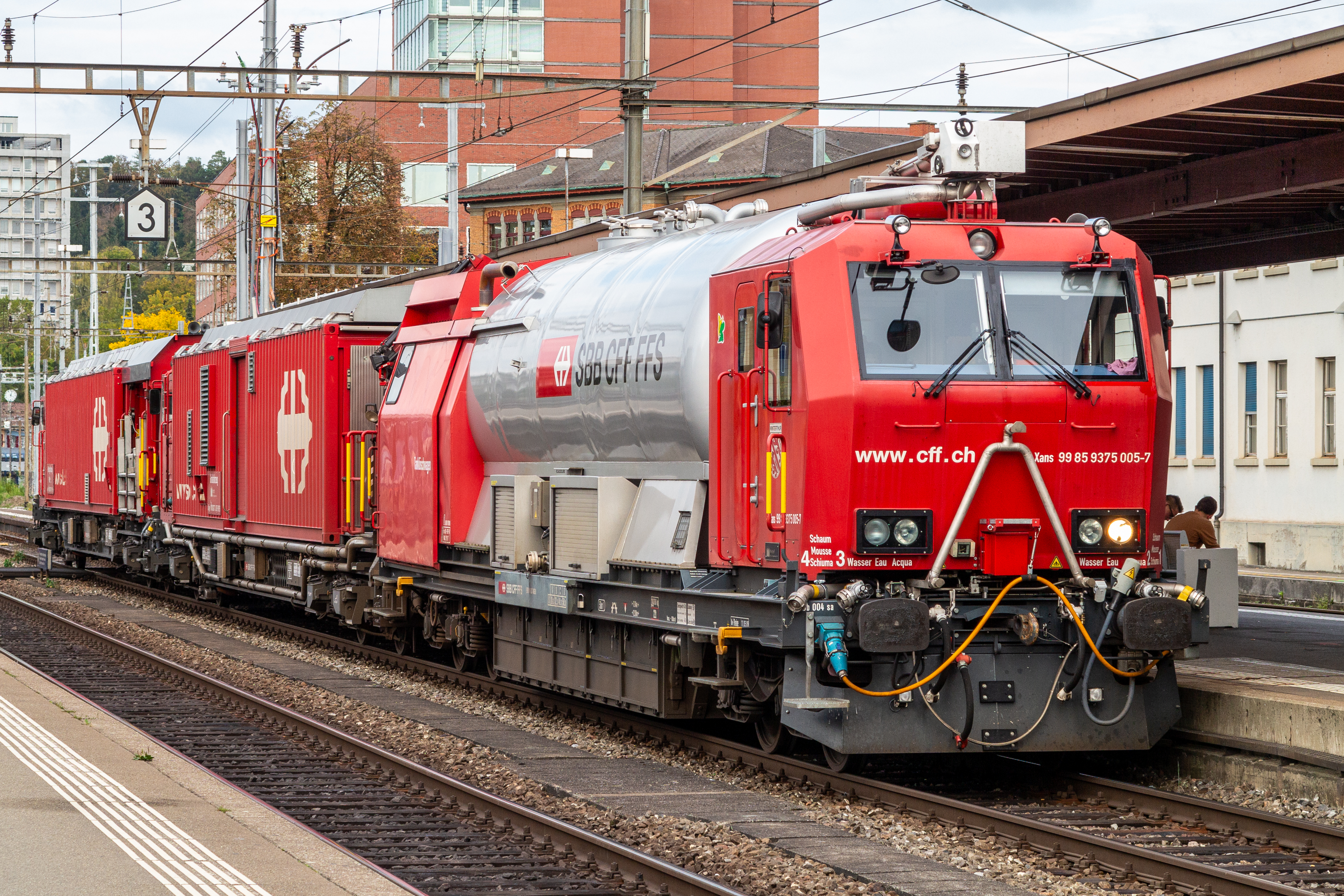
Train d'extinction et de sauvetage suisse (TES 08) à Winterthur

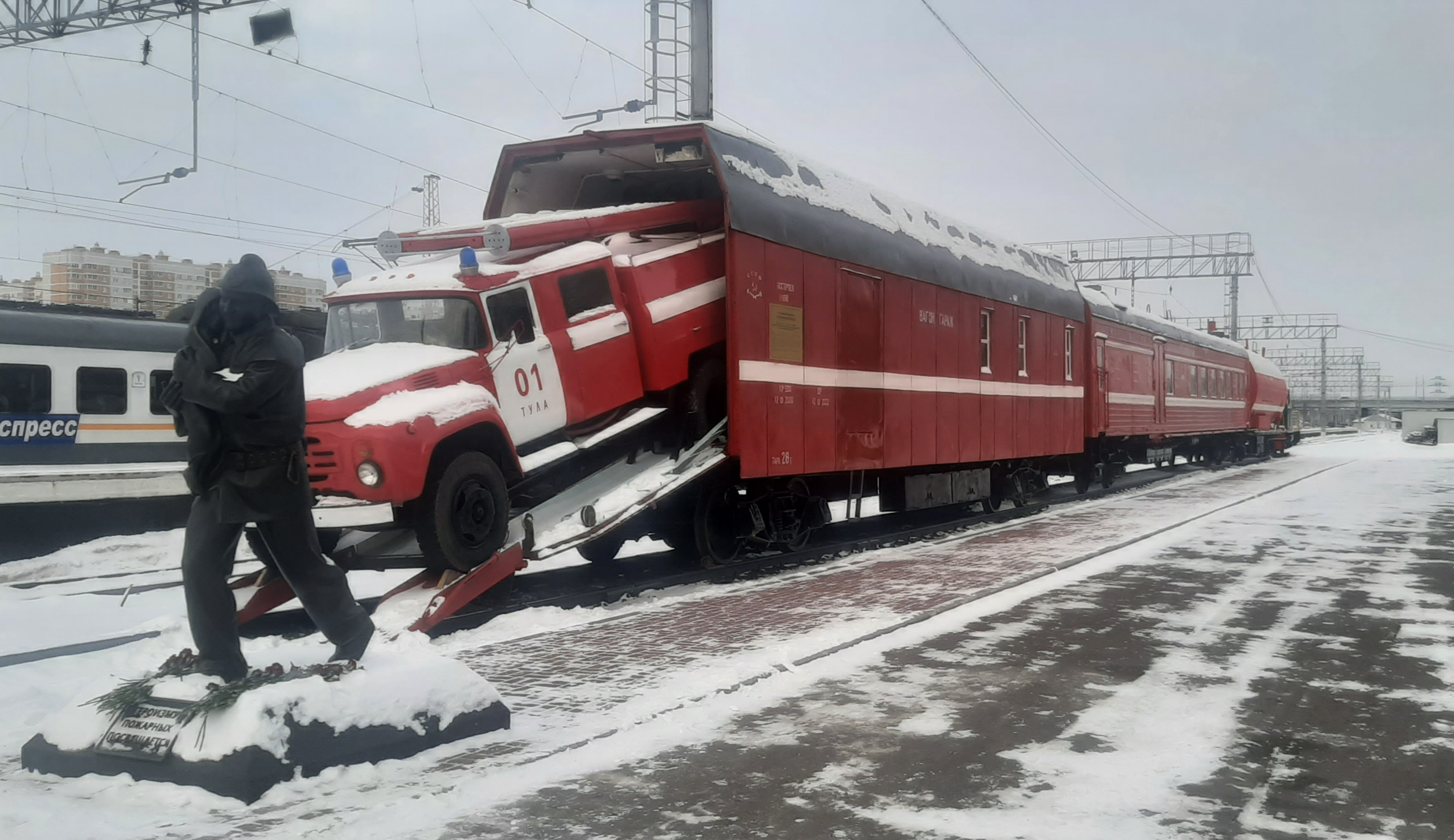
En Russie, wagon porteur de véhicule

Un train de lutte contre l'incendie est un train conçu pour lutter contre les incendies[style à revoir]. Étant donné que dans de nombreuses zones le long des voies ferrées, l'accès routier est limité ou indisponible, les chemins de fer entretiennent des trains de pompiers pour répondre aux incendies sur ou à proximité des emprises ferroviaires.
L'objectif principal d'un train de pompiers est de protéger la propriété et l'emprise du chemin de fer. Cependant, lorsque les trains de pompiers répondent aux incendies de forêt près des voies ferrées, ils permettent aux pompiers de concentrer leurs efforts sur d'autres parties d'un incendie.

## Historique
Les premiers récits de trains de pompiers datent du début du XXe siècle. En 1908, un train de pompiers aurait sauvé le village de Long Lake West dans le Adirondack Park de New York d'être détruit par un incendie de forêt.

## Opérations
Les trains de pompiers sont utilisés pour répondre aux incendies qui se produisent sur ou à proximité des voies ferrées. Un train de pompiers peut transporter de grandes quantités d'eau - les trains de pompiers de BNSF Railway ont une capacité de plus de 30 000 gallons d'eau, par rapport à un camion de pompiers typique qui transporte environ 500 gallons. Un train de pompiers typique comprendra plusieurs voitures-citernes remplies d'eau ou de mousse anti-incendie, ainsi que de canons à eau qui peuvent pulvériser entre 30 et 150 pieds des voies, à la fois pour mouiller de manière préventive les matériaux inflammables et pour éteindre les incendies. Certains trains de pompiers sont également capables de remplir leur approvisionnement en eau à partir de plans d'eau à proximité en utilisant siphons.
Alors que les trains de pompiers appartiennent aux compagnies de chemin de fer, et non aux autorités municipales généralement responsables de la lutte contre les incendies, les chemins de fer coordonnent et travaillent souvent avec les pompiers, par exemple en utilisant le stockage d'eau des trains de pompiers pour fournir de l'eau aux pompiers. Comme les trains comprennent des logements pour l'équipage, les chemins de fer peuvent également les utiliser pour transporter les pompiers vers et des incendies, qui surviennent souvent dans les zones rurales mal desservies par les routes.